# Distretto di Bati Kot
Il distretto di Bati Kot è un distretto dell'Afghanistan appartenente alla provincia del Nangarhar. Viene stimata una popolazione di 38 543 abitanti (stima 2016-17).